# František Segrado
František Segrado (8. ledna 1955 Vsetín – 24. července 2021) byl český zpěvák, herec a výtvarník.
Zpíval se skupinou Dobrohošť, hostoval také u Irish Dew a Čechomoru. V roce 2003 nazpíval dvě písničky pro společné album Michala Horáčka a Jardy Svobody Tak to chodí a od té doby s Horáčkem spolupracoval na několika projektech (Strážce plamene, Český kalendář, Kudykam) a vydali spolu i celé album Segrado (2014). S Ewou Farnou nazpíval pro seriál Vinaři píseň Víno je grunt. S Petrem Linhartem nazpíval píseň Kristýno! na Linhartovo album Rozhledna (2015). Hrál v několika filmech. Načetl audioknihu Muž s bílým psem, která vyšla v roce 2018 se stejnojmenným albem písničkářky Radůzy.

## Filmografie
- Tři bratři, 2014
- Zločin v Polné, 2016
- Děda, 2016
- Tehdy spolu, 2017

## Diskografie
- Nebozízek, 2005, s kapelou Veselá bída
- Segrado, 2014, album s texty Michala Horáčka
- V paralelním vesmíru, 2017